# Список умерших в 1209 году
В этой статье представлен список известных людей, умерших в 1209 году.
См. также: Категория:Умершие в 1209 году

## Январь
- 10 января — Вильгельм Буржский — епископ Буржа (1200—1209), святой римско-католической церкви, покровитель Парижского университета[1].

## Февраль
- 2 февраля — Альфонс II Беренгер — граф Прованса (1185—1209), граф Форкалькье (1209).

## Март
- 7 марта — Оттон VIII фон Виттельсбах — пфальцграф Баварии (1189—1208), убийца Филиппа Швабского; казнён

## Апрель
- 2 апреля — Элишка (Эльжбета) Польская — княгиня-консорт Чехии (ок. 1173—1178), жена Собеслава II, маркграфиня-консорт Лужицкая (1190—1209), жена Конрада II

## Май
- 3 мая — Арнольд — граф Альтены (1180—1209)

## Июнь
- 2 июня — Генрих фон Тунна — великий магистр Тевтонского ордена (1208—1209)

## Сентябрь
- 21 сентября — Герхард Стетербургский — немецкий хронист

## Октябрь
- 16 октября — Эрменгол VIII эль де Сан Хиларио — граф Урхеля (1158—1209)

## Ноябрь
- 9 ноября — Рейнер делла Торре[нем.]	— епископ Кура (1194—1209)
- 9 ноября или 12 ноября — Плессье, Филипп де — великий магистр ордена тамплиеров (1201—1209)
- 10 ноября — Раймунд-Рожер Транкавель — виконт Безье, виконт Альби, виконт Каркасона (1194—1209), умер в тюрьме во время Альбигойского крестового похода

## Дата неизвестна или требует уточнения
- Альбрехт фон Йохансдорф — немецкий поэт-миннезингер
- Бакли, Рузбихан[англ.] — иранский поэт и мистик
- Беренгьер де Палазоль[англ.] — каталонский трубадур
- Винно фон Рорбах — первый магистр ордена меченосцев (1202—1209); убит.
- Гильом IV — граф Форкалькье — 1144/1149 — 1209
- Гильом I де Шамплит — первый князь Ахейского княжества (1205—1209)
- Гомес Гонсалес де Траба — галисийский дворянин, граф с 1169 года, влиятельная фигура в королевстве Леон
- Гуго де Шамплит — участник четвёртого крестового похода, князь-регент Ахейи в 1209
- Джон Уитхорнский[англ.] — епископ Галловея (1189—1209)
- Иоанн Гексемский — средневековый английский историк
- Маргарита Шведская — королева-консорт Норвегии (1189—1202), жена Сверрира Сигурдссона
- Мориц I — граф Ольденбурга (1167—1209)
- Низами Гянджеви — классик персидской поэзии, один из крупнейших поэтов средневекового Востока
- Петрус Рига[англ.] — французский поэт
- Ранальд — Король Островов и Король Кинтайра и Гебридских островов (1164—1209). Дата смерти предположительна.
- Ригорд — французский хронист
- Фахруддин ар-Рази — видный представитель ашаритского калама, шестой муджаддид
- Фудзивара но Кинши[англ.] — императрица-консорт Японии (1156—1158), жена Императора Го-Сиракава.
- Эсташ де Баллиол, англо-французский аристократ, сеньор де Эликур (с ок. 1181), феодальный барон Байуэлл (Барнард-Касла) (с ок. 1190).
- Этьеннета де Пеннотье, героиня любовных поэм.